# Философия хозяйства (журнал)
«Философия хозяйства» — журнал, издающийся как альманах центра общественных наук и экономического факультета МГУ, выходит с 1999 года 6 раз в год объемом 19 п. л. номер.
Включён в перечень периодических изданий, публикации в которых учитываются Высшей аттестационной комиссией России (ВАК РФ) при защите диссертаций на соискание ученых степеней кандидата и доктора наук. Главный редактор — доктор экономических наук Юрий Михайлович Осипов.

## История
Издание основано в 1999 году философско-экономическим учёным собранием, созданным и возглавляемым Ю. М. Осиповым.

## Научные направления
В журнале публикуются актуальные исследования в области гуманитарных, обществоведческих и иных наук, философии хозяйства и примыкающих к ней отраслях знания, включая гносеологию, философскую антропологию, философию творчества, философию экономики, историософию, телеологию и эсхатологию бытия, социохозяйственную динамику, культурологию, философию цивилизаций. Предметом журнала также является современный концептуализм, направленный на целостное понимание и существенное объяснение исторической, текущей и возникающей реальности, включая концептуальный мониторинг всего актуально происходящего в мире и в России.

## Рубрики
Основные рубрики журнала:
- Философия хозяйства;
- Институты экономики;
- Экономическая теория;
- Актуальная философия;
- Булгаковедение;
- Россия хозяйствующая;
- Энциклопедия;
- Рецензии и отклики;
- Научная жизнь.